# ایدک

مارسل لربیه مؤسس ایدک

ایدک (انگلیسی: IDHEC; the "Institute for Advanced Cinematographic Studies) (فرانسوی: Institut des hautes études cinématographiques) با عنوان کامل مدرسه مطالعات عالی سینما مشهور به ایدک، از معتبرترین مدرسه‌های سینمایی جهان، واقع در پاریس، فرانسه است.

## پیشینه
ایدک توسط مارسل لربیه در سال ۱۹۴۳ تأسیس شد. مهمترین استاد ایدک از بدو تأسیس تاکنون ژرژ سادول مورخ سینماست.
ایدک از وزارت فرهنگ فرانسه بودجه دولتی دریافت می‌کند اما در سیاست‌گذاری و نحوه آموزش از استقلال برخوردار است. مهم‌ترین هدف ایدک تربیت فیلم‌ساز و بالابردن میزان فرهنگ سینمایی در کلیه سطوح است.
تا سال ۱۹۸۰ ایدک دوره‌های ۲ ساله برگزار می‌کرد. از آن پس تاکنون ایدک در در رشته‌های کارگردانی، تهیه فیلم، فیلم‌برداری، طراحی دکور و لباس، صدابرداری، تدوین و منشی‌گری صحنه دوره‌های ۳ ساله برگزار می‌کند.

## نحوه پذیرش
در تمام این سال‌ها آنچه در ایدک تغییر نکرده نحوه پذیرش دانشجوست. پس از پذیرفته شدن در امتحان ورودی که داشتن دیپلم دبیرستان در آن الزامی است، مهم‌ترین قسمت موفقیت در مصاحبه حضوری است. مدرک فیلم‌سازی ایدک معتبرترین در نوع خود است.

## استادان، مدیران و چهره‌های سینمایی
لویی مال، آلن رنه، کلر دنی، پیتر لیلینتال، فولکر شلوندورف، آندژی ژووافسکی، رنه ووتیه، کریستوفر مایلز و پاسکال فران تعدادی از سینماگرانی هستند که از ایدک فارغ‌التحصیل شدند.
پس از ژرژ سادول نام‌هایی مانند سرژ دنی، مایکل لونزدل، ویلی رونیس، گیلان کلوکه و آنری آلکان از استادان و آنیس گدار و ژان دوشت نیز از مدیران اخیر ایدک بودند.